# Hundertmal
Hundertmal – czterdziesty pierwszy album niemieckiej grupy muzycznej Die Flippers. Płyta wydana w roku 2005.

## Lista utworów
1. Hundertmal – 2:57
2. Und der Gondoliere singt – 3:11
3. Alles La Paloma – 3:09
4. Liebe kann doch keine Sünde sein – 3:04
5. Deine Liebe ist mein Sonnenschein – 3:03
6. Ole, Ola – 3:29
7. Anna – Lena – 3:15
8. Die Liebe lebt – 3:34
9. Auf deiner Mailbox sind drei Küsse von mir – 3:22
10. Mādchen von Palma de Mallorca – 3:13
11. Mit dir beginnt ein neues Leben – 3:10
12. Das geht alles vorbei – 3:18
13. Wir Männer – 3:08
14. Du bist ein ungelöstes Rätsel – 3:10